# George Washington Jones (Politiker, 1828)

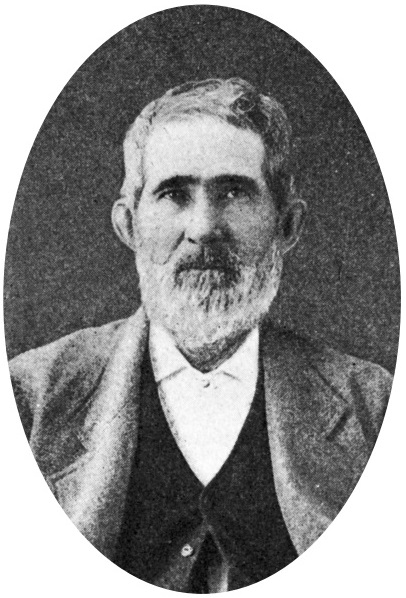
George Washington Jones

George Washington Jones (* 5. September 1828 im Marion County, Alabama; † 11. Juli 1903 in Bastrop, Texas) war ein US-amerikanischer Politiker. Zwischen 1879 und 1883 vertrat er den Bundesstaat Texas im US-Repräsentantenhaus.

## Werdegang
Noch in seiner Jugend zog George Jones mit seinen Eltern zunächst nach Tennessee und dann nach Bastrop in Texas. Er besuchte die öffentlichen Schulen seiner jeweiligen Heimat. Nach einem anschließenden Jurastudium und seiner 1851 erfolgten Zulassung als Rechtsanwalt begann er in Bastrop in diesem Beruf zu arbeiten. Im Jahr 1856 fungierte er als Bezirksstaatsanwalt. Während des Bürgerkrieges diente er im Heer der Konföderation. Dabei stieg er vom einfachen Soldaten bis zum Oberst der Infanterie auf. 1866 war er Mitglied einer Versammlung zur Überarbeitung der Staatsverfassung. In den Jahren 1866 und 1867 amtierte  Jones als Vizegouverneur von Texas. Aus diesem Amt wurde er wegen politischer Differenzen von dem Militärbefehlshaber, General Philip Sheridan, entlassen.
Politisch schloss sich Jones der Greenback Party an. Bei den Kongresswahlen des Jahres 1878 wurde er im fünften Wahlbezirk von Texas in das US-Repräsentantenhaus in Washington, D.C. gewählt, wo er am 4. März 1879 die Nachfolge von De Witt Clinton Giddings antrat. Nach einer Wiederwahl konnte er bis zum 3. März 1883 zwei Legislaturperioden im Kongress absolvieren. Im Jahr 1872 verzichtete er auf eine weitere Kandidatur.
Nach dem Ende seiner Zeit im US-Repräsentantenhaus praktizierte George Jones wieder als Anwalt. Er starb am 11. Juli 1903 in Bastrop.